# Sisena generació de videoconsoles
Dins la història dels videojocs, la sisena generació (a vegades anomenada l'edat dels 128 bits) fa referència als ordinadors, videoconsoles, videojocs i dispositius portàtils que van aparèixer a les acaballes del segle xx i inici del xxi. Les plataformes de la sisena generació inclouen consoles de quatre empreses: la Sega Dreamcast (DC), la Sony PlayStation 2 (PS2), la Nintendo GameCube (GC), i la Microsoft Xbox. Es considera que el tret de sortida de la generació va ser el 27 de novembre de 1998, amb la sortida al Japó de la Dreamcast, a la que es van unir la PlayStation 2 el 4 de març del 2000, i la GameCube i la Xbox el 15 de novembre de 2001. A l'abril de l'any 2001, la Dreamcast va ser la primera en deixar de produir-se. La GameCube fou la següent, el 2007, seguida per la Xbox el 2 de març del 2009, i la PlayStation 2 el 4 de gener de 2013. Pel que fa a la setena generació de consoles, es considera que va començar el 22 de novembre de 2005 amb el llançament del Xbox 360.

## Visió General
La innovació principal d'aquesta generació va ser l'entrada plena d'internet, que va permetre una experiència de joc connectada. Ja la generació anterior introduï alguns elements connectats, però amb poc èxit comercial. En aquesta generació, serveis com Xbox Live de Microsoft van esdevenir estàndards a la indústria per a aquesta i successives generacions. Fou precisament la Xbox la primera en utilitzar emmagatzematge de dades en un disc dur. Això va ocasionar moltes millores a l'experiència de joc, incloent l'habilitat d'emmagatzemar dades dels programes, no tan sols les partides guardades, que va permetre uns temps de càrrega més ràpida, així com l'habilitat de descarregar jocs directament d' internet sense necessitat de discs o cartutxs. Altres sistemes, com la Playstation 2, van introduir emmagatzematge extern posteriorment i, a la següent generació, aquesta capacitat va ser considerada estàndard.
A diferència de les generacions anteriors, en aquesta es va deixar d'utilitzar la classificació per bits (com ara "64 bits" o bé "16 bits") per la majoria de consoles, amb les excepcions de les consoles Dreamcast i PS2 que es van anunciar amb "gràfics de 128-bits" a l'inici de la generació. El número de "bits" fa referència a la mida de paraula del CPU, i hi havia estat utilitzat pels departaments de màrqueting com una "mostra de poder" durant molts anys. Tanmateix, té poc més sentit més enllà dels 32 o els 64 bits ja que, a partir d'aquest nivell, la potència depèn més d'altres factors, com ara la velocitat de rellotge del processador, l'ample de banda, i la mida de memòria.
Pel que fa a les portàtils, la sisena generació va començar amb la sortida al mercat de la Neo Geo Pocket Color de SNK l'any 1998 i de la WonderSwan Color de Bandai l'any següent. Amb la sortida de la Gameboy Advance a principis de 2001, Nintendo va seguir mantenint el domini dins el sector de les portàtils. La generació setena generació de dispositius portàtils es considera que va començar l'any 2004 amb la sortida al mercat de la Nintendo DS.
Els darrers jocs oficials per a Dreamcast van ser publicats l'any 2002 a Amèrica del Nord i Europa i l'any 2007 al Japó. Per a GameCube, els últims jocs van aparèixer l'any 2006 al Japó i l'any següent a Amèrica del Nord i Europa. Per a Xbox, els darrers es van publicar l'any 2007 al Japó) i l'any 2008 a Europa i Amèrica del Nord. Pro Evolució Soccer 2014 va ser l'últim joc per a PlayStation 2 a Europa, i va aparèixer el novembre de l'any 2013. Per al Japó, Final Fantasy XI: Rhapsodies of Vana'diel va esdevenir l'últim títol per a PS2, marcant també el final de la generació, el maig de l'any 2015.

## Sistemes domèstics

### Comparació
| Nom                                   | Dreamcast | PlayStation 2 | GameCube | Xbox |
| ------------------------------------- | --- | --- | --- | --- |
| Fabricant                             | Sega | Sony | Nintendo | Microsoft |
| Imatge                                | | | | |
| Preus de llançament                   | 199.99$ (equivalent a 306.94$ de l'any 2019), GB199.99£ (equivalent a 349.12£ del 2019), DEM499.99 (Equivalent a 255.64 € l'any 1999, i a 367.51 € l'any 2020) | 299.99$ (equivalent a 445.38$ de l'any 2019), GB299.99£ (equivalent a 523.69£ de 2019), DEM869.99 (Equivalent a 444.31 € del 2000, i a 625.98 € del 2020)                                               | 199.99$ (equivalent a 288.77$ de l'any 2019), GB129.99£ (equivalent a 213.01£ l'any 2019), 199.99 €         | 299.99$ (equivalent a 433.16$ de l'any 2019), GB299.99£ (equivalent a 491.59£ del 2019), 479.99 € (Canviat a 399.99 € poc abans del llançament)                                                                                    |
| Preu actual                           | N/D | N/D | N/D | N/D |
| Joc més venut                         | Sonic Adventure, 2.5 milions (a juny del 2006) | Grand Theft Auto: San Andreas, 20.81 milions (a agost del 2013) | Super Smash Bros. Melee, 7.5 milions (a 24 d'agost del 2013)                                                | Halo 2, 8.49 milions (a 24 d'agost de 2013) |
| Data de sortida                       | November 27, 1998 NA | March 4, 2000 NA | September 14, 2001 NA                                                                                       | November 15, 2001 JP |
| Fi de la producció                    | WW abril del 2001 | 28 de desembre de 2012 WW | tercer quart de 2007                                                                                        | 4 de juny de 2006 EU |
| Logo                                  | | | | |
| Accessoris                            | - VMU - Dreamcast Ratolí i teclat - Canya de pescar - Micròfon - Pistola lleugera - Dreameye Camera - Maraques de Samba de Amigo(controlador) - Més...         | - PlayStation 2 HDD (Disc dur d'expansió pels models 30000 i 50000) - Adaptador de xarxa (PSTwo, model 70000 cap endavant) - EyeToy - PlayStation 2 DVD control remot - Controladors de guitarra - Més… | - WaveBird - GameCube – Cable d'enllaç amb GBA - Adaptador de xarxa i mòdem - DK Bongos - Micròfon - Més... | - Centre d'extensió de mitjans d'Xbox - Comandament per a DVD d'Xbox - Xbox Music Mixer - Unitat de memòria (8 MB) - Controlador sense fil Logitech (2.4 GHz) - Més...                                                             |
| CPU                                   | 200 MHz SuperH SH-4 | 294 MHz Motor 299 MHz models més tardans | 485 MHz PowerPC "Gekko"                                                                                     | 733 MHz x86 Intel Celeron/PIII Híbrid Fet per encàrrec |
| GPU                                   | 100 MHz NEC/VideoLogic PowerVR CLX2 "Holly" | 147 MHz "Gràfics Synthesizer" | 162 MHz ATI "Flipper"                                                                                       | 233 MHz Costum Nvidia NV2Un |
| RAM                                   | RAM principal 16 MB SDRAMVideo RAM8 MBSound RAM2 MB | RAM principal 32 MB dual-canal, RDRAMVideo RAM 4 MB eDRAMSound RAM 2 MB | RAM principal 24 MB 1T-SRAM, 16 MB DRAMVideo RAM3 MB embedded 1T-SRAM                                       | 64 MB SDRAM de DDR unificats |
| Àudio                                 | Àudio Stereo, amb: - 64 ADPCM/de PCM canals - 128 DSP de pas - Suport de MIDI del XG Yamaha - Opcional Dolby Envoltar suport                                   | Àudio Envolvent 5.1, amb: - 48 canals d'ADPCM - Audio-Software mixt - Dolby Digital - DTS - Dolby Pro II de lògica                                                                                      | Àudio Stereo, amb: - 64 canals d'ADPCM - Ús opcional de Dolby Pro II de Lògica                              | Àudio Stereo, amb: - 64 canals de 3D so, o 256 canals de 16-va mossegar stereo àudio - També dona suport MIDI, mono àudio, Dolby Surround i Dolby Digital Live 5.1 en jocs - Suport de DTS quan es reprodueixen pel·lícules de DVD |
| Mitjans òptics                        | GD-ROM, CD | DVD, CD | Nintendo GameCube Optical Disc, DVD (Panasonic Q)                                                           | DVD, CD |
| Sortides de vídeo                     | VGA (RGBHV), SCART (RGBS), S-Vídeo, composite | Component (YPBPR, RGsB), VGA (RGsB; PS de jocs d'escàner/progressiu2 Linux únic), SCART (RGBS), S-Vídeo, composite                                                                                      | Component (YCBCR), SCART (RGBS; consoles PAL únicament), S-Vídeo (consoles NTSC únicament), composite       | Component (YPBPR), SCART (RGBS), S-Vídeo, composite |
| Servei en línia                       | Sega Net (2000–2002), Dreamarena (2000-2003) | Serveis no unificats (2002–2016) | Serveis no unificats (2003-2009)                                                                            | Xbox Live (2002–2010) |
| Compatibilitat amb sistemes anteriors | N/D | PlayStation | Família game Boy (accessori requerit)                                                                       | N/D |
| Sistema Operatiu                      | SO propietari | SO propietari, PS2 Linux | SO propietari                                                                                               | SO propietari |

### Vendes mundials
| Consola       | Unitats Venudes                              |
| ------------- | -------------------------------------------- |
| PlayStation 2 | 155 milions (fins al 31 de març de 2012)     |
| Xbox          | 24 milions (fins al 10 de maig de 2006)      |
| GameCube      | 22 milions (fins al 30 de setembre de 2010)  |
| Dreamcast     | 9.13 milions (fins al 6 de setembre de 2002) |

### Altres consoles
Aquestes consoles van ser creades pel mercat domèstic, com les anteriors. No obstant, no van tenir tant d'èxit i no van ser editades a nivell mundial i/o no van tenir xifres de vendes notables. Per això estan llistades a "Altres".

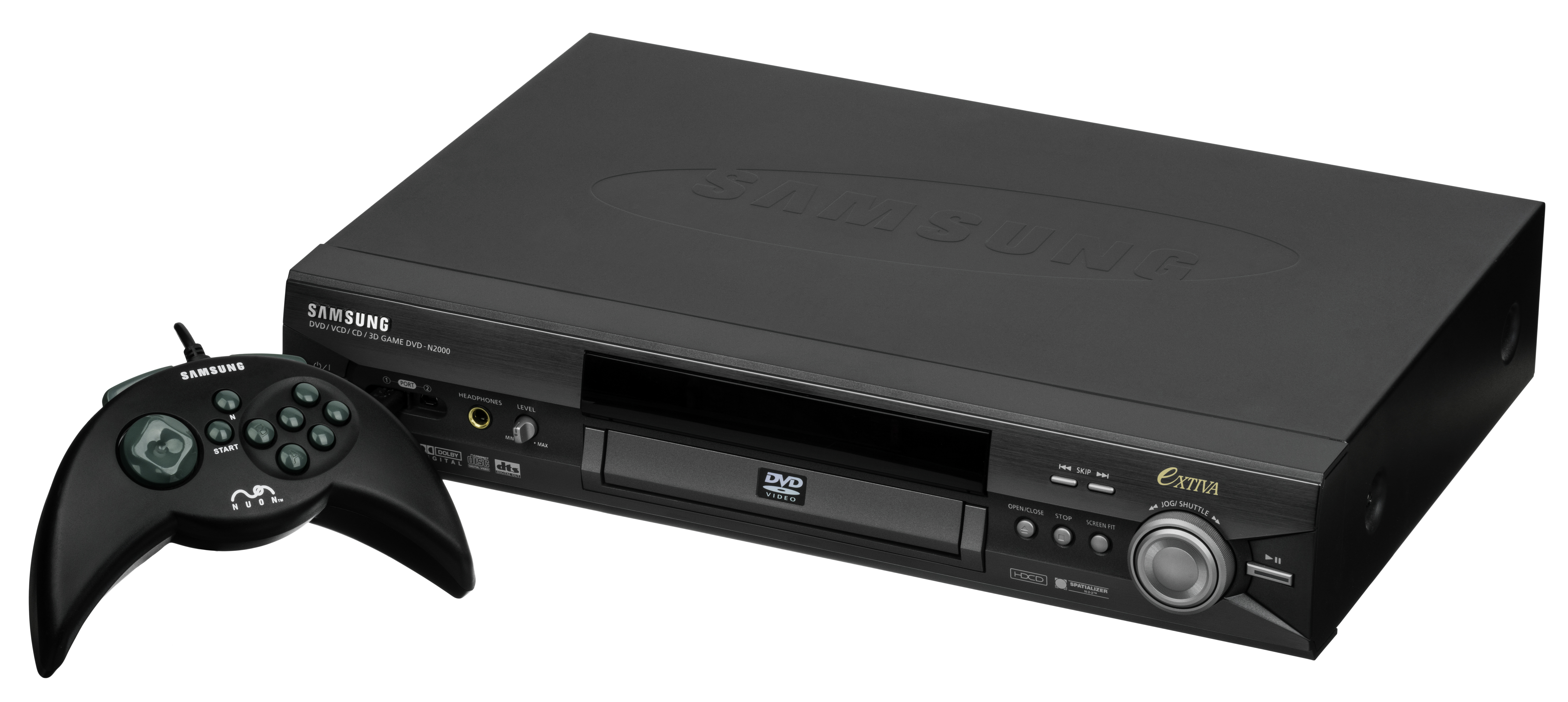
La Nuon va ser un sistema que combinava DVD amb consola de videojocs, però va rebre molt pocs jocs.
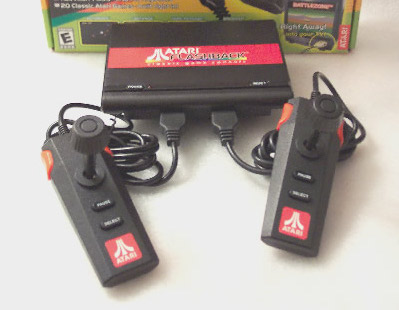
La Atari Flashback, una versió de la Atari 2600 i 7800 va sortir l'any 2004.
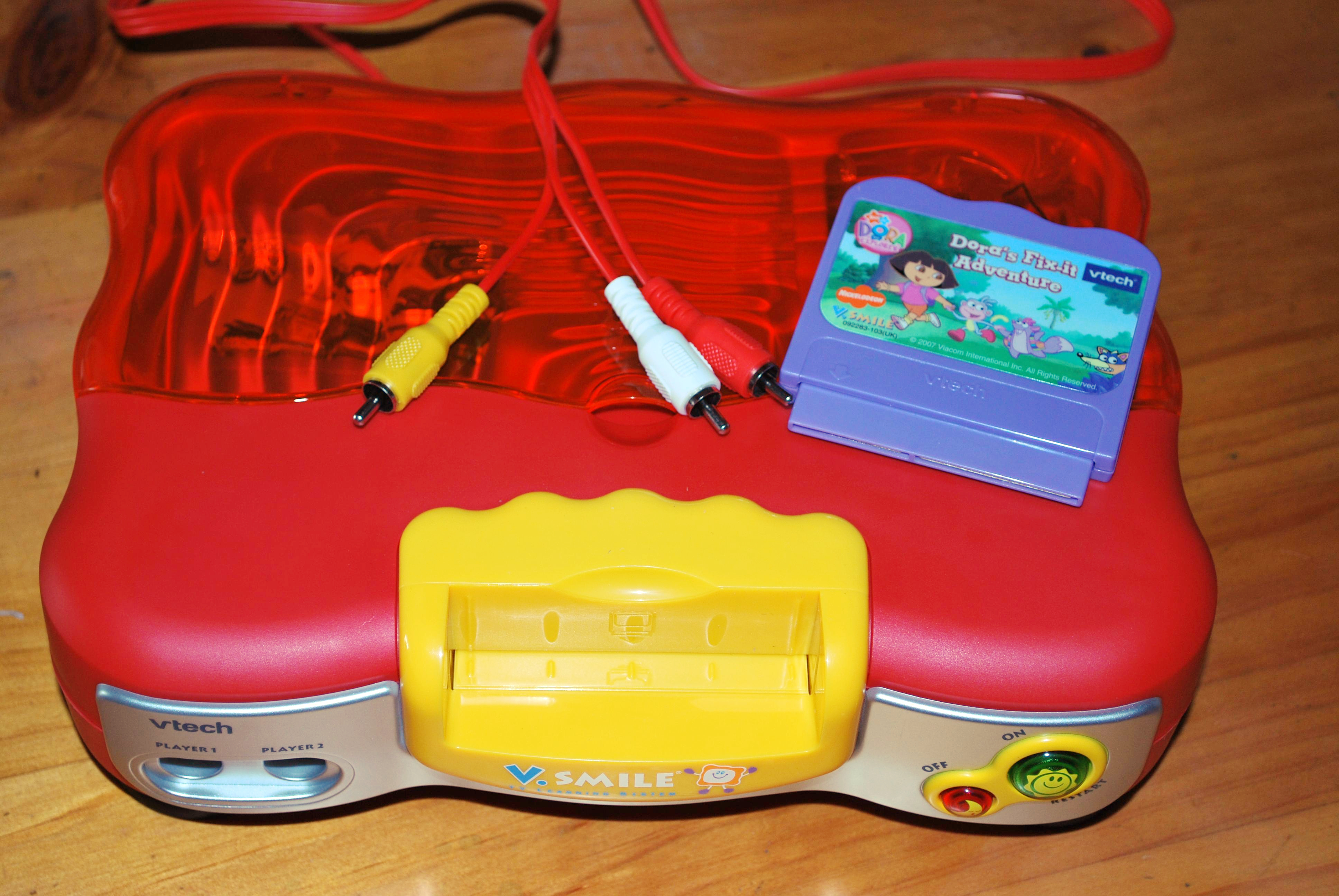
La V.Smile va ser un sistema de joc per a educaciócreat per VTech. Va aparèixer l'any 2004
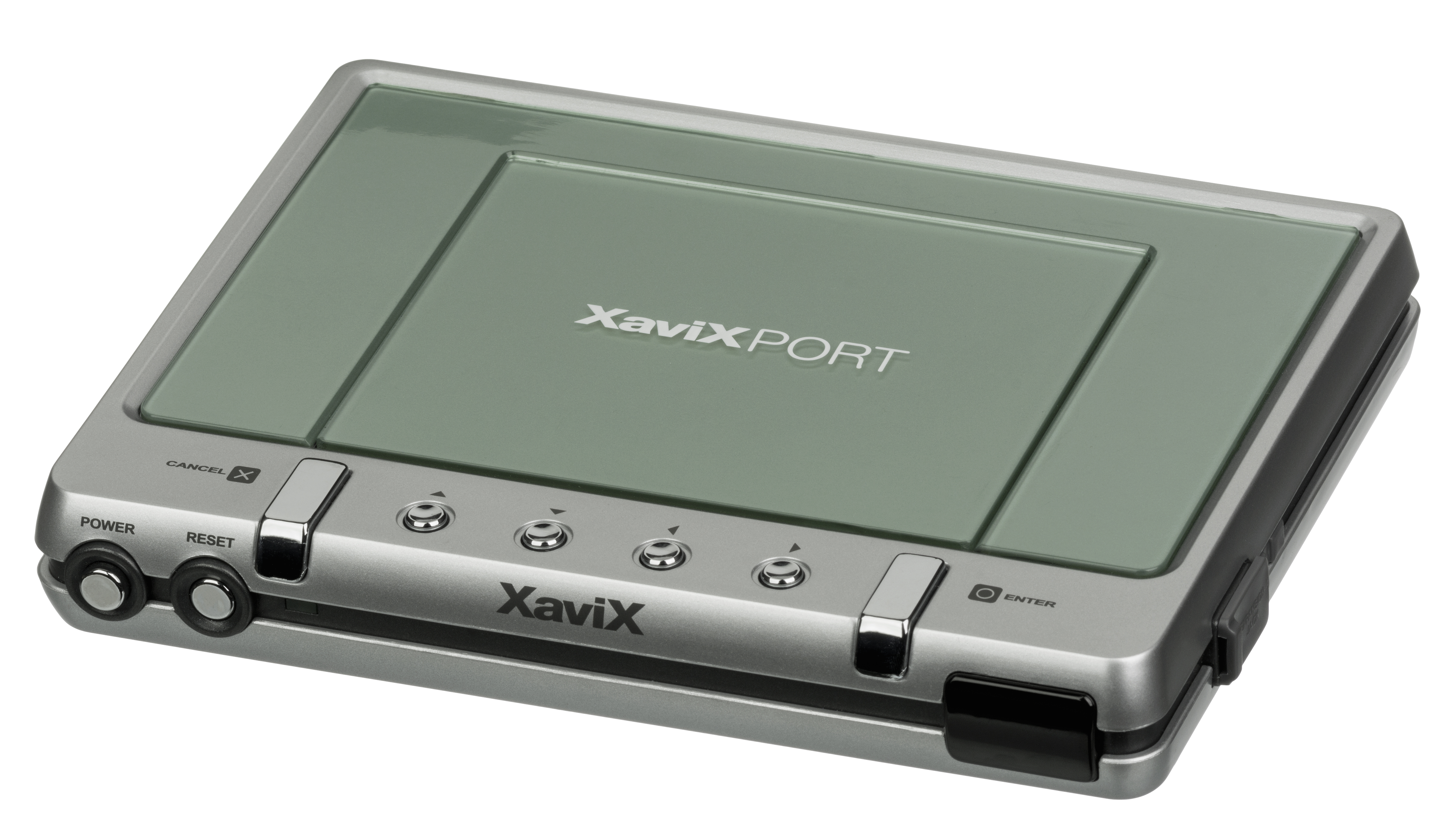
La XaviX és una videoconsola dins el XaviX Interactive System, publicada per la SSD COMPANY LIMITED l'any 2004.

La Panasonic M2 va ser un sistema desenvolupat per 3DO i vengut a Panasonic que finalment no va sortir al mercat.

## Sistemes Portàtils
| Consola                                           | Facricant | Imatge           | Data de Llançament | Unitats venudes          |
| ------------------------------------------------- | --------- | ---------------- | --- | ------------------------ |
| Game Boy Advance (inclou GBA SP i Game Boy Micro) | Nintendo  | Nintendo Advance | Game Boy Advance: - 21 de març de 2001 al Japó Game Boy Advance SP: - 14 de febrer de 2003 al Japó Game Boy Micro: - 13 de setembre de 2005 al Japó | 81.51 milions            |
| N-Gage                                            | Nokia     |                  | N-Gage: 7 d'octubre de 2003 als Estats Units N-Gage QD: 26 de maig de 2004 als Estats Units                                                         | 3 milions                |
| Tapwave Zodiac                                    | Tapwave   |                  | - 1 de novembre de 2003 als Estats Units | Menys de 200,000 unitats |
| GP32                                              | Game Park |                  | 23 de novembre de 2001 a Corea | 30,000                   |